# Mário Sérgio (brazylijski piłkarz)
Mário Sérgio Pontes de Paiva, Mário Sérgio (ur. 7 września 1950 w Rio de Janeiro, zm. 28 listopada 2016 w La Unión) – brazylijski piłkarz i trener, występujący podczas kariery na pozycji pomocnika.

## Kariera klubowa
Karierę piłkarską Mário Sérgio rozpoczął w klubie CR Flamengo w 1969. W 1971 został zawodnikiem EC Vitória. W lidze brazylijskiej zadebiutował 9 września 1972 w zremisowanym 0-0 meczu z Remo Belém. Z Vitórią zdobył mistrzostwo stanu Bahia – Campeonato Baiano w 1972. W latach 1975–1976 występował we Fluminense Rio de Janeiro. Z Fluminense zdobył mistrzostwo stanu Rio de Janeiro – Campeonato Carioca w 1975. W latach 1976–1979 był zawodnikiem Botafogo FR.
W 1979 miał krótki epizod w argentyńskim Rosario Central, po czym został zawodnikiem SC Internacional. Z Internacionalem zdobył mistrzostwo Brazylii w 1979 oraz mistrzostwo stanu Rio Grande do Sul – Campeonato Gaúcho w 1981. W latach 1981–1982 był zawodnikiem São Paulo FC, a 1982–1983 AA Ponte Preta. Z São Paulo zdobył mistrzostwo stanu São Paulo – Campeonato Paulista w 1981. W 1984 występował w klubach z Porto Alegre – Grêmio i Internacionalu.
W latach 1984–1985 występował SE Palmeiras, skąd przeszedł do Santos FC. W sezonie 1986–1987 Mário Sérgio był zawodnikiem szwajcarskiego klubu AC Bellinzona. Po powrocie do Brazylii był zawodnikiem EC Bahia, w której zakończył karierę w 1987. W barwach Bahii 4 października 1987 w wygranym 1-0 meczu z Goiás EC Mário Sérgio wystąpił po raz ostatni w lidze brazylijskiej. Ogółem w latach 1972–1987 wystąpił w lidze w 209 meczach, w których strzelił 16 bramek.

## Kariera reprezentacyjna
W reprezentacji Brazylii Mário Sérgio zadebiutował 23 września 1981 w wygranym 6-0 towarzyskim meczu z reprezentacją Irlandii. Ostatni raz w reprezentacji Mário Sérgio wystąpił 15 maja 1985 w przegranym 0-1 towarzyskim meczu z reprezentacją Kolumbii.
| Mecze i gole w reprezentacji | Mecze i gole w reprezentacji | Mecze i gole w reprezentacji | Mecze i gole w reprezentacji | Mecze i gole w reprezentacji | Mecze i gole w reprezentacji | Mecze i gole w reprezentacji |
| #                            | Data                         | Miasto                       | Przeciwnik                   | Gol                          | Wynik                        | Rozgrywki                    |
| ---------------------------- | ---------------------------- | ---------------------------- | ---------------------------- | ---------------------------- | ---------------------------- | ---------------------------- |
| N1.                          | 23.09.1981                   | Maceió                       | Irlandia nieof.              |                              | 6:0                          | towarzyski                   |
| 1.                           | 28.10.1981                   | Porto Alegre                 | Bułgaria                     |                              | 3:0                          | towarzyski                   |
| 2.                           | 26.01.1982                   | Natal                        | NRD                          |                              | 3:1                          | towarzyski                   |
| 3.                           | 03.03.1982                   | São Paulo                    | Czechosłowacja               |                              | 1:0                          | towarzyski                   |
| 4.                           | 21.03.1982                   | Natal                        | RFN                          |                              | 1:0                          | towarzyski                   |
| 5.                           | 28.04.1985                   | Brasília                     | Peru                         |                              | 0:1                          | towarzyski                   |
| 6.                           | 05.05.1985                   | Salvador                     | Argentyna                    |                              | 2:1                          | towarzyski                   |
| 7.                           | 15.05.1985                   | Bogotá                       | Kolumbia                     |                              | 0:1                          | towarzyski                   |

## Kariera trenerska
Zaraz po zakończeniu kariery piłkarskiej Mário Sérgio został trenerem. Robertniho prowadził m.in. EC Vitória, Corinthians São Paulo, São Paulo FC, Athletico Paranaense, AD São Caetano, Clube Atlético Mineiro, Figueirense FC, Botafogo FR, Portuguesie São Paulo i SC Internacional.
Po zakończeniu kariery był również komentatorem. Jako komentator Fox Sports zginął w katastrofie lotniczej pod Medellín.